# Tomaga River
Tomaga River är ett vattendrag i Australien. Det ligger i delstaten New South Wales, i den sydöstra delen av landet, omkring 240 kilometer sydväst om delstatshuvudstaden Sydney. Arean är 1,8 kvadratkilometer. Genomsnittlig årsnederbörd är 1 370 millimeter. Den regnigaste månaden är mars, med i genomsnitt 189 mm nederbörd, och den torraste är juli, med 28 mm nederbörd.